# Centene della Svezia

Province della Svezia

Le centene sono suddivisioni amministrative tipiche dei paesi Nordici particolare e Germanici in generale, utilizzate in tempi storici. Tuttavia sono presenti ancora in alcuni stati, come ad esempio l'Australia meridionale e l'Irlanda.
Il termine centena è attestato per la prima volta in latino, nell'opera De origine et situ Germanorum di Tacito del 98 d.C. Altri termini usati sono hundred (inglese), härad o hundare (svedese), hérað (islandese), herad (norvegese nynorsk) e herred (norvegese bokmål e danese). Nei territori danese su suolo inglese (il Danelaw) usato il termine di origine scandinava wapentake (o vápnatak), equivalente del hundred Anglo-Sassone.

## Storia delle centene in Svezia
La divisione in härader ha subito vari cambiamenti nel corso del tempo, ma ha mantenuto per lungo tempo la sua importanza giuridica e politica nelle aree rurali. In ciascun distretto si trovava un häradsrätt, ovvero un consiglio di centena, e l'elezione generalmente era condotta tra i candidati delle parrocchie.
Per secoli nei comuni e nelle parrocchiesi attuò un autogoverno piuttosto ampio, quindi la divisione in härader era essenziale per garantire questa autonomia. 
I distretti iniziarono a perdere importanza dopo la Seconda Guerra mondiale. Fino al 1970 in Svezia si contavano 226 centene.

## Contea di Blekinge
- Bräkne härad
- Listers härad
- Medelstads härad
- Östra härad

## Contea di Dalarna
- Folkare härad

## Contea di Gotland
- Gotlands norra härad
- Gotlands södra härad

## Contea di Halland
- Faurås härad
- Fjäre härad
- Halmstads härad
- Himle härad

- Höks härad
- Tönnersjö härad
- Viske härad
- Årstads härad

## Contea di Jönköping
- Mo härad
- Norra Vedbo härad
- Södra Vedbo härad
- Tveta härad
- Vartofta härad

- Vista härad
- Västbo härad
- Västra härad
- Östbo härad
- Östra härad

## Contea di Kalmar
1. Algutsrums härad
2. Aspelands härad
3. Gräsgårds härad
4. Handbörds härad
5. Konga härad
6. Möckleby härad
7. Norra Möre härad
8. Norra Tjusts härad
9. Runstens härad
10. Sevede härad
11. Slättbo härad
12. Stranda härad
13. Södra Möre härad
14. Södra Tjusts härad
15. Tunaläns härad
16. Åkerbo härad

## Contea di Kronoberg
1. Allbo härad
2. Kinnevalds härad
3. Konga härad
4. Norrvidinge härad
5. Sunnerbo härad
6. Uppvidinge härad

## Contea di Scania

### Contea di Kristianstad
- Albo härad
- Bjäre härad
- Gärds härad
- Ingelstads härad
- Järrestads härad
- Villands härad
- Västra Göinge härad
- Åsbo Norra härad
- Åsbo Södra härad
- Östra Göinge härad

### Contea di Malmöhus
- Bara härad
- Färs härad
- Frosta härad
- Harjagers härad
- Herrestads härad
- Ljunits härad
- Luggude härad

- Onsjö härad
- Oxie härad
- Rönnebergs härad
- Skytts härad
- Torna härad
- Vemmenhögs härad

## Contea di Stoccolma
- Bro härad
- Bro och Vätö (distretto)
- Danderyds skeppslag
- Frötuna och Länna skeppslag
- Frösåkers härad
- Färentuna härad
- Håbo härad
- Lyhundra härad
- Långhundra härad
- Närdinghundra härad
- Seminghundra härad
- Sjuhundra härad
- Sollentuna härad

- Sotholms härad
- Svartlösa härad
- Vallentuna härad
- Väddö och Häverö skeppslag
- Värmdö skeppslag
- Åkers skeppslag
- Ärlinghundra härad
- Öknebo härad

## Contea di Södermanland
- Daga härad
- Hölebo härad
- Jönåkers härad
- Oppunda härad
- Rönö härad

- Selebo härad
- Villåttinge härad
- Västerrekarne härad
- Åkers härad
- Österrekarne härad

## Contea di Uppsala
- Bro härad
- Bälinge härad
- Frösåkers härad
- Hagunda härad
- Håbo härad
- Lagunda härad
- Långhundra härad
- Norunda härad
- Närdinghundra härad

- Olands härad
- Rasbo härad
- Simtuna härad
- Torstuna härad
- Trögds härad
- Ulleråkers härad
- Vaksala härad
- Våla härad
- Åsunda härad
- Örbyhus härad

## Contea di Värmland
1. Fryksdals härad
2. Färnebo härad
3. Gillbergs härad
4. Grums härad
5. Jösse härad
6. Karlstads härad
7. Kils härad
8. Nordmarks härad
9. Nyeds härad
10. Näs härad
11. Visnums härad

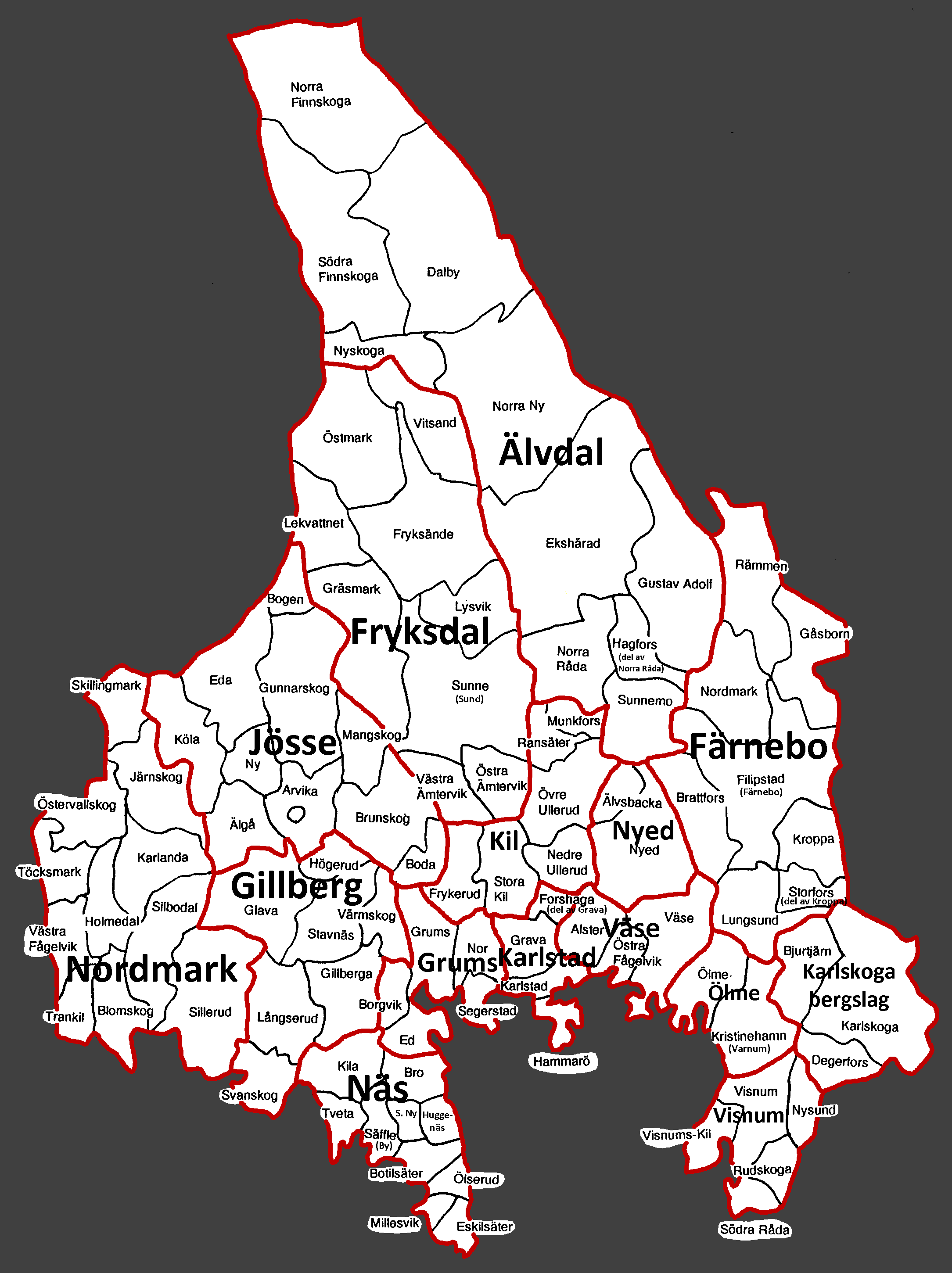
Centene del Värmland

12. Värmlandsbergs härad, se Färnebo härad
13. Väse härad
14. Älvdals härad
15. Ölme härad

## Contea di Västmanland
- Gamla Norbergs bergslag
- Norrbo härad
- Siende härad
- Simtuna härad
- Skinnskattebergs bergslag
- Snevringe härad
- Torstuna härad

- Tuhundra härad
- Vagnsbro härad
- Våla härad
- Yttertjurbo härad
- Åkerbo härad
- Övertjurbo härad

## Contea di Västra Götaland
1. Ale härad
2. Askims härad
3. Barne härad
4. Bjärke härad
5. Bollebygds härad
6. Bullarens härad
7. Flundre härad
8. Fräkne härad
9. Frökinds härad
10. Gudhems härad
11. Gäsene härad
12. Hisings östra härad
13. Hisings västra härad
14. Inlands Fräkne härad
15. Inlands Torpe härad
16. Inlands Nordre härad
17. Inlands Södre härad
18. Kinds härad
19. Kinne härad
20. Kinnefjärdings härad
21. Kullings härad
22. Kville härad
23. Kåkinds härad
24. Kållands härad
25. Lane härad
26. Laske härad
27. Marks härad
28. Nordals härad
29. Nordre härad
30. Norska Hisingen
31. Orusts västra härad
32. Orusts östra härad
33. Redvägs härad
34. Skånings härad
35. Sotenäs härad
36. Stångenäs härad
37. Sundals härad
38. Svenska Hisingen
39. Sävedals härad
40. Södre härad
41. Sörbygdens härad
42. Tanums härad
43. Tjörns härad
44. Torpe härad
45. Tunge härad
46. Tössbo härad
47. Vadsbo härad
48. Valbo härad
49. Valle härad
50. Vartofta härad
51. Vedbo härad
52. Vedens härad
53. Vette härad
54. Vilske härad
55. Viste härad
56. Väne härad
57. Västra Hisings härad
58. Västra Orust härad
59. Vättle härad
60. Ås härad
61. Åse härad
62. Östra Hisings härad
63. Östra Orust härad

## Contea di Örebro
1. Askers härad
2. Edsbergs härad
3. Fellingsbro härad
4. Glanshammars härad
5. Grimstens härad
6. Grythytte och Hällefors bergslag
7. Hardemo härad
8. Karlskoga bergslags härad
9. Kumla härad
10. Lindes och Ramsbergs bergslag
11. Nora och Hjulsjö bergslag
12. Nya Kopparbergs bergslag
13. Sköllersta härad
14. Sundbo härad
15. Örebro härad

## Contea di Östergötland
- Aska härad
- Bankekinds härad
- Björkekinds härad
- Bobergs härad
- Bråbo härad
- Dals härad
- Finspånga läns härad
- Gullbergs härad
- Göstrings härad
- Hammarkinds härad
- Hanekinds härad

- Hanekinds härad
- Kinda härad
- Lysings härad
- Lösings härad
- Memmings härad
- Skärkinds härad
- Valkebo härad
- Vifolka härad
- Ydre härad
- Åkerbo härad
- Östkinds härad